# Gonzalo Heredia
Gonzalo Ezequiel Heredia (ur. 26 maja 1982 roku w Buenos Aires) – argentyński aktor telewizyjny i filmowy.
W latach 1996–97 studiował na wydziale wokalno-aktorskim w Teatro Grupo Comunicativo. W latach 1997–98 uczył się aktorstwa pod kierunkiem nauczycieli teatralnych Javiera Margulis i Rubensa Correy w Teatro Grupo La Barraca. Edukację kontynuował w Teatro Estudio Julio Chaves pod kierunkiem Roxany Randón i Raúla Serrano. Wziął udział w reklamie kredytu hipotecznego (1999) i Coca-Coli (2000). Rok później pracował jako kierowca w programie kablowym Lilian Coone Droga jak... (Camino a...). Pojawił się w telenoweli Młodzieńcza miłość (Enamorarte, 2001) jako Maxi Correa i zdobył popularność w świecie rozrywki. Wystąpił w reality show Reality Reality, miniserialu Telefe Trzech samotnych ojców (Tres padres solteros, 2003) w roli syna Johna Leyrado, telenoweli Canal 13 Doktor miłość (Dr. Amor, 2003), sitcomie Pomoc domowa (La Ninera, 2004), Tajemnice ojca (Los Secretos de Papa, 2005) jako chłopak Luisiany Lopilato, Canal 13 Rodzina specjalna (Una Familia Especial, 2005), Telefe Chiquititas sin fin (2005) jako czarny charakter. Za rolę Rolo w telenoweli Pol-ka Mujeres de Nadie (2007) został nominowany do nagrody Clarin jako objawienie telewizyjne.

## Filmografia

### Filmy fabularne
- 2005: Ronda nocturna jako Víctor

### Telenowele/seriale TV
- 2012: Lobo jako Lucas Moreno / Germán Díaz Pujol
- 2011: El puntero jako Mateo "Facha" Soniora
- 2011: Los únicos (gościnnie)
- 2010–2011: Malparida jako Lautaro Uribe
- 2009: Valientes jako Enzo Sosa/Morales
- 2008: Mujeres asesinas
- 2008: Partnerzy (Socias) jako Mariano Rivas
- 2007: Mujeres de nadie jako Rolo
- 2006: Chiquititas sin fin jako Mateo Von Baver
- 2005: Rodzina specjalna (Una Familia especial) jako Diego
- 2004: Częstotliwość 04 (Frecuencia .04) jako Pedro
- 2004: Tajemnica Laury (Culpable de este amor)
- 2003: Dr Miłość (Dr. Amor)
- 2003: Trzech samotnych ojców (Tres padres solteros)
- 2002: Mężowie na start (Maridos a domicilio) jako Chango
- 2002: El Día del retiro jako Alejandro
- 2001: Młodzieńcza miłość/Spadek (Enamorarte) jako Maxi Correa

### Filmy krótkometrażowe
- 2007: Smak z posiedzenia (El Otro y el mismo)